# Concerto for Group and Orchestra
Concerto for Group and Orchestra är ett verk av kompositören och musikern Jon Lord, mest känd som medlem i gruppen Deep Purple 1968 till 2002. Konserten är ett möte mellan en symfoniorkester och en rockgrupp. Jon Lord ville i ett och samma rum och verk gestalta de två olika musikvärldar som låg honom varmt om hjärtat.
Konserten är uppdelad i 3 satser:
- First Movement: Moderato - Allegro. I inledningsstycket strider orkestern och gruppen om utrymmet.
- Second Movement: Andante. I detta stilla parti harmonierar orkestern och gruppen.
- Third Movement: Vivace - Presto. I det sista stycket arbetar orkestern och gruppen tillsammans.

## Första uppförandet 1969
Första gången verket framfördes var den 24 september 1969 i "The Royal Albert Hall" i London. Evenemanget fick stora rubriker då det var det första försöket att kombinera klassisk musik med rockmusik. 
Dirigenten Malcolm Arnold dirigerade "The Royal Philharmonic Orchestra" medan Jon Lord styrde Deep Purple från sin hammondorgel.

## Hollywood Bowl 1970
Knappt ett år senare, 25 augusti 1970, framfördes verket på utomhusscenen "The Hollywood Bowl", Los Angeles USA, av Deep Puple och Los Angeles Philharmonic Orchestra, dirigerade av Lawrence Foster. 

## 30-årsjubileum 1999
Verket framfördes därefter inte på 30 år. Gruppen Deep Purple var intresserade av att genomföra det igen vid 25-årsjubileet av uruppförandet. Jon Lord letade efter partituret, men det var försvunnet. Partituret återskapades av den holländske kompositören Marco de Goeij. Han utförde arbetet genom att lyssna på ljudinspelningen och se på TV-inspelningen från 1969. Gitarrist var Steve Morse i stället för Ritchie Blackmore, som slutat i bandet 1993.
Den 24 och den 25 september 1999 spelades återigen musiken i "The Royal Albert Hall". Denna gång leddes orkestern och gruppen av Paul Mann.

## Världsturné
Under åren 2000 och 2001 gav sig Deep Purple och Paul Mann ut på turné med "Concerto for group and orchestra", först i Sydamerika med lokala orkestrar, sedan i Europa med "George Enescu Philharmonic Orchestra" och till sist i Japan med "New Japan Philharmonic Orchestra".

## Concerto for group and orchestra efter 2002
Sedan Jon Lord lämnade Deep Purple 2002 har han framfört verket med olika orkestrar i Europa, Australien, Nord- och Sydamerika. I Australien har gruppen "George" spelat konserten tillsammans med "The Sydney Symphony Orchestra" och "The Western Australian Symphony Orchestra".

## Studioinspelning
En studioversion av verket släpptes på skiva i oktober 2012. The Royal Liverpool Philharmonic Orchestra spelar under ledning av Paul Mann. Solister är Jon Lord (hammondorgel), Darin Vasilev (gitarr på "first movement"), Joe Bonamassa (gitarr på "second movement"), Steve Morse (gitarr på "third movement"), Steve Balsamo, Kasia Łaska och Bruce Dickinson (sång), Brett Morgan (trummor) och Guy Pratt (bas). Orkesterdelen spelades in i The Philharmonic Hall i Liverpool 1 - 2 juni 2011. Rockbandets delar spelades in i oktober 2011 och i maj 2012. Mixningen skedde i "Abbey Road Studios" i slutet av maj.